# Марсіанин на ім'я Бажання
Марсіанин на ім'я Бажання (ісп. Un marciano llamado deseo) — перуанська науково-фантастична романтична драма 2003 року режисера Антоніо Фортуніка. У фільмі з Крістіаном Майєром і Робіном Гантером у головних ролях розповідається про брічеро, перуанців, які шукають американську партнерку, щоб через шлюб із нею отримати постійне місце проживання та мати можливість жити в Сполучених Штатах. У ньому брав участь інтелектуал Марко Ауреліо Денегрі (грає самого себе), це був єдиний раз, коли він був частиною фільму. Його знімали в перуанських містах Ліма і Куско.

## Сюжет
Хорхе — молодий чоловік із Ліми, якому не подобається жити в Перу, стверджуючи, що в цій країні немає можливостей і що тут не все добре, тому він хоче жити в Сполучених Штатах. Незважаючи на пропозицію про роботу, йому вдруге відмовляють у візі в американському посольстві, і він впадає у відчай. Однак він зустрічає Лопеса, свого шкільного друга, який каже йому, що збирається жити в Сполучених Штатах, оскільки він одружився з молодою жінкою з північноамериканської країни. Він пропонує їй також зробити це, оскільки це найпростіший спосіб потрапити туди легально, і рекомендує їй відвідати Куско через великий наплив туристів. Після прибуття Хорхе зустрічається з Керубіном, своїм найкращим другом, який прожив там кілька років, присвятивши себе ремеслам і будучи одруженим з Андреа. Крім того, він дружить з Сублімом, зятем Керубіна, який був міським поліцейським. Прикидаючись гідом, Хорхе зустрічає Ширлі, американку, яка відвідала Куско, намагаючись зв'язатися з членами Міжгалактичного кола, асоціації на чолі з Майстром, який мав ідею, що споруди цивілізації інків були створені інопланетянами та молодий американець підтримував ці переконання. Після відвідування зустрічі деякі туристи коментують, що вони бачили НЛО на стежці інків, яка майже досягала Мачу-Пікчу, тому обидва повинні піти до цитаделі. Тоді Хорхе прикидається інопланетянином на ім'я Арреч, щоб підкорити Ширлі, досягнувши цього в цій формі. Однак американка в результаті їхньої зустрічі вагітніє, і він має знайти спосіб пояснити всю брехню, яку він сказав їй, навіть якщо він ризикує її втратити.

## Актори
- Крістіан Мейєр — Хорхе Гонсалес / Аррек[3]
- Робін Хантер — Ширлі[3]
- Бруно Одар — Херувим[3]
- Аристотель Пічо в ролі піднесеного[3]
- Адольфо Чуйман — майстер[3]
- Сезар Ріттер — «Гансо» Лопес[3]
- Моніка Санчес — Андреа[3]
- Марко Ауреліо Денегрі в ролі самого себе[3]
- Карлос Алькантара Вілар у ролі джентльмена в посольстві

## Рецензії
El Comercio негативно оцінив фільм, вважаючи його «вульгарним і образливим».